# Elassoma
Elassomatidae · Crapets-pygmées
Famille
Genre
Elassoma est un genre de poissons d'eau douce, le seul de la famille des Elassomatidae (ordre des Centrarchiformes). Ces poissons de petites tailles sont parfois appelés « crapets-pygmées ».

## Description
La plus grande des espèces du genre Elassoma, Elassoma zonatum, peut mesurer jusqu'à 47 mm de longueur totale, la plus petite, Elassoma gilberti, 25 mm mais queue non comprise. Ces poissons se rencontrent en Amérique du Nord.

## Liste des espèces
Selon World Register of Marine Species (9 septembre 2024) :
- Elassoma alabamae Mayden, 1993
- Elassoma boehlkei Rohde & Arndt, 1987
- Elassoma evergladei Jordan, 1884
- Elassoma gilberti Snelson, Krabbenhoft & Quattro, 2009
- Elassoma okatie Rohde & Arndt, 1987
- Elassoma okefenokee Böhlke, 1956
- Elassoma zonatum Jordan, 1877 - espèce type

## Aquariophilie
Plusieurs espèces sont proposées dans les magasins d'aquariophilie.

## Systématique
Le nom valide complet (avec auteur) de ce taxon est Elassoma Jordan, 1877,. Son espèce type est Elassoma zonatum.

### Étymologie
Le nom générique, Elassoma, est la contraction du grec ancien ἐλάσσων, elasson, « plus petit », et σῶμα, sỗma, « corps », et fait référence à la petite taille de ces espèces.

### Publication originale
- (en) David S. Jordan, « Contributions to North American ichthyology based primarily on the collections of the United States National Museum - II », Bulletin of the United States National Museum, États-Unis, vol. 1, no 10,‎ 1877, p. 1-68 (ISSN 0096-2961, lire en ligne, consulté le 9 septembre 2024).